# فرانك رولينج
فرانك رولينج (بالفرنسية: Franck Jacques Rolling)‏  كان لاعب كرة قدم فرنسي، لعب مدافعاً، ولد في 23 أغسطس عام 1968، في مدينة كولمار شمال شرق فرنسا.

## مسيرته
بدأ مسيرته لاعب هجوم في نادي ستراسبورغ، وكان أول ظهور له في مباراة ضد نادي تولون في 15 أوكتوبر 1988. لكنه لم ينجح في الحصول على مكان منتظم في الفريق الأول، وبالتالي نزل للدرجة الأدنى في عام 1992 وانضم إلى نادي باو.
انتقل رولينج إلى إسكتلندا للانضمام إلى نادي آير يونايتد عام 1994، حيث رصده نادي ليستر سيتي، وأُحضر إلى إنجلترا في السنة التالية برسوم مقدارها 100،000£.
واجه رولينج صعوبة بدخول النادي، لا سيّما بعد صعودهم ـللدوري الإنجليزي الممتاز. غادر ملعب فيلبرت ستريت عام 1979 ليلتحق بنادي بورنموث الإنجليزي، حيث أصبح معروفاً بعد إحرازه هدفين في النهائي الجنوبي لكأس الأعضاء المنتسبين، ليتيح الفرصة للفريق بالدخول لملعب ويمبلي الشهير. لكن لم تتسنى له الفرصة باللعب حيث كان بديلاً في المباراة النهائية، والتي انهزم فيها الفريق بهدف مقابل هدفين لصالح غريمسبي تاون. تزعزعت علاقته مع مدير الفريق بعد تلك المباراة.
بعد خروجه من نادي بورنموث، انضم رولينج لنادي غيلينغهام، ونادي ويكمب وندرز قبل خروجه من إنجلترا ليلتحق بنادي فوروارتس ستير [الإنجليزية] النمساوي (الذي أفلس خلال تلك المدة) ونادي فيريا اليوناني.

## تقاعده
عاد إلى فرنسا في عام 2001 للانضمام بفريق جورا سود فوت [الإنجليزية] الفرنسي، وتقاعد فرانك في العام التالي.

## روابط خارجية
فرانك رولينج على موقع قاعدة بيانات كرة القدم.إي يو (الإنجليزية)
- فرانك رولينج على موقع Soccerbase.com (لاعب) (الإنجليزية)
- فرانك رولينج على موقع عالم كرة القدم.نت (الإنجليزية)